# Осмоза
Осмозата представлява спонтанно преминаване на молекулите на разтворител през полупропусклива преграда (мембрана), намираща се между течности с различна концентрация. Посоката на преминаването е от страната с по-ниска, към страната с по-висока концентрация на разтвора. Това постепенно води до изравняване на концентрацията от двете страни на преградата.

## Действие
Примерен съд е разделен по средата с полупропусклива мембрана, която не е фиксирана към съда, като от двете страни на тази мембрана има еднакви количества течност с различна концентрация. От едната страна е воден разтвор на глюкоза, а от другата страна на мембраната – чиста вода. Полупропусклива мембрана означава, че отворите ѝ са с такива размери, че да пропускат само молекулите на разтворителя (водата), без да може да пропускат по-големите молекули на глюкозата. Първоначално се забелязва еднаквото количество на двете течности в двете части на съда, разделен от полупропускливата мембрана. След известно време водните молекули започват да преминават от мястото с ниска концентрация на глюкозата (чистата вода) към разтвора на глюкоза, където концентрацията на глюкозата е по-висока от тази в чистата вода. Това неизменно води до увеличаването на количеството течност от тази страна на мембраната, откъм която се намира глюкозата, като същевременно се изравнява концентрацията.

## Осмотично налягане
Осмотичното налягане е степента, в която определен разтвор е склонен да приеме чист разтворител чрез осмоза. Разликата в концентрацията на разтвора от всяка страна на мембраната генерира осмотично налягане.

## Осмотично състояние
Според разликата в концентрацията на двата разтвора, която генерира осмотичното налягане, се различават три основни състояния: хипотоничност, изотоничност и хипертоничност. Тоничността зависи от концентрацията на веществата, които не могат да преминат през мембраната.
Хипотоничност означава с по-ниска концентрация, а хипертоничност – по-висока. Ако два разтвора са в осмотично равновесие, те са в изотоничност – например кръвната плазма е изотонична с 0,9% разтвор на натриевия хлорид (0,9% NaCl) или т.нар. физиологичен разтвор.

## Значение
Осмозата има важно значение за клетките на живите организми. Тя спада към така наречения пасивен транспорт на веществата, благодарение на полупропускливостта на клетъчната мембрана. Чрез осмоза клетките
намаляват голямото си вътреклетъчно осмотично налягане. Растителните клетки използват осмоза, за да достигнат до тургор, който им придава твърдост.

## Обратна осмоза
Обратна осмоза е технология за пречистване на солена или замърсена вода, посредством външно налягане, което обръща нормалната посока на осмозата. Чрез противодействието на естественото осмотично налягане се отстраняват вещества с по-големи молекули от тези на чистата вода.

## Приложение в енергетиката
Първата осмотическа електроцентрала в Осло, Норвегия произвежда електроенергия чрез осмозата, възникваща между сладководна речна вода и морска солена вода.